# Pád (řeka)
Pád (italsky Po, latinsky Padus) je největší řeka v Itálii (Benátsko, Emilia-Romagna, Piemont, Lombardie). Je 652 km dlouhá. Povodí má rozlohu 75 000 km².

## Průběh toku
Pramení v Kottických Alpách. Teče převážně Pádskou rovinou ze západu na východ. Pod ústím Tanara je koryto Pádu široké 300 až 350 m a je obehnáno hrázemi na ochranu před povodněmi. Podobně jsou chráněna i koryta řady přítoků v Pádské rovině. Ústí do Jaderského moře, přičemž vytváří bažinatou deltu o rozloze 1500 km². Ta se každý rok zvětšuje přibližně o 60 ha.

### Přítoky
Největší a nejvodnější jsou levé přítoky Dora Riparia, Dora Baltea, Ticino, Adda, Oglio, které pramení na jižních svazích Alp. Pravé přítoky, které pramení převážně na severních svazích Toskánsko-Emiliánských Apenin a také Přímořských Alp mají obyčejně vody málo (největší je Tanaro) a unášejí mnoho pevných částic.

## Vodní režim
Přes veškerá ochranná opatření dochází hlavně po silných deštích k mnohým povodním, při kterých stoupá úroveň hladiny řeky i jejích přítoků o 5 až 10 m. Ve 20. století došlo k největším povodním v letech 1951 a 1966. Tyto povodně způsobily velké škody a vynutily si evakuaci obyvatel. Průměrný roční průtok vody v ústí činí 1460 m³/s. Levé přítoky mají největší vodnost na jaře a v létě v době, kdy taje sníh a ledovce v Alpách a způsobují, že na horním toku má Pád alpský vodní režim. Pravé přítoky mají vysokou vodnost na jaře a na podzim. To způsobuje vznik dvou povodňových období na středním a dolním toku Pádu (květen-červen a říjen-listopad). V zimě má řeka obvykle málo vody. Celkové množství unášených pevných částic je odhadováno na 13 až 15 Mt ročně.

## Využití
Využívá se na zavlažování. Vodní doprava je možná od ústí do města Piacenza. Řeka je spojená kanály s Milánem (pomohl jej budovat Leonardo da Vinci) a s Benátskou lagunou. Po přítocích (Adda, Ticino) a také splavných kanálech je spojená s velkými jezery (Komské, Maggiore, Gardské). Na řadě jejich levých přítoků byly postaveny kaskády vodních elektráren. Leží na ní města Turín, Piacenza, Cremona.

## Biosférická rezervace
Území v deltě Pádu o rozloze 13 495 ha bylo v roce 2015 zapsáno na seznam biosférických rezervací UNESCO. Sídlo správy rezervace je ve městě Porto Viro (region Veneto).